# Liste der Naturdenkmale in Angelburg
Die Liste der Naturdenkmale in Angelburg nennt die im Gebiet der Gemeinde Angelburg im Landkreis Marburg-Biedenkopf in Hessen gelegenen Naturdenkmale.
| Bild | Bezeichnung   | Ortsteil, Lage                             | Beschreibung | Art        | Nr. |
| ---- | ------------- | ------------------------------------------ | --- | ---------- | --- |
| BW   | 14 Hutebuchen | Lixfeld 50° 47′ 47″ N, 8° 26′ 1,3″ O       | 14 Rotbuchen auf etwa 7 ha großer Hutefläche inmitten des Waldes                                                              | Baumgruppe | 232 |
| BW   | Hutebuchen    | Frechenhausen 50° 47′ 48″ N, 8° 26′ 0,7″ O | Gruppe von 120–300 Jahre alten Rotbuchen auf etwa 1 ha großer Hutefläche inmitten des Waldes im Naturschutzgebiet Strickshute | Baumgruppe |     |